# Pseudomacrocypris
Pseudomacrocypris is een geslacht van uitgestorven kreeftachtigen uit de klasse van de Ostracoda (mosselkreeftjes).

## Soorten
- Pseudomacrocypris atypica Sheppard, 1981 †
- Pseudomacrocypris parva (Kaye, 1965) Michelsen, 1975 †
- Pseudomacrocypris subaequabilis Michelsen, 1975 †
- Pseudomacrocypris subtriangularis Michelsen, 1975 †